# Vandières (Meurthe-et-Moselle)
Vandières é uma comuna francesa na região administrativa de Grande Leste, no departamento de Meurthe-et-Moselle. Estende-se por uma área de 12,35 km². Em 2010 a comuna tinha 937 habitantes (densidade: 75,9 hab./km²).